# 小仕阳水库
小仕阳水库，位于中国山东省莒县东部，沭河支流袁公河中游，是一座以防洪、灌溉为主，兼具发电、养殖等综合效益的大（2）型水库。水库建于1958～1959年，控制流域面积281平方公里，总库容1.25亿立方米。主坝长967米，最大坝高11.8米。